# カリブ・スターンズ
- カリブ・スターネス

カリブ・スターンズ（Kalib Starnes, 1975年1月6日 - ）は、カナダの男性総合格闘家。ブリティッシュコロンビア州サレー出身。イージス・アスレチックス所属。カリブ・スターネスとも表記される。

## 来歴
1994年、カリフォルニア州にあるグレイシー柔術アカデミーに入門。ヒクソン・グレイシーに柔術を学ぶ。
1998年8月2日、プロデビュー。
2006年、リアリティ番組「The Ultimate Fighter」シーズン3にケン・シャムロック率いるチーム・シャムロックのミドル級選手として参加。ミドル級トーナメントでは2回戦でケンドール・グローブに敗れるが、同シーズンのフィナーレではダニー・アバディに一本勝ちし、UFC白星デビューを果たした。
2006年10月14日、UFC 64で岡見勇信と対戦。3RにTKOで敗れ、プロ総合格闘技で初の敗北を喫した。
2007年5月26日、UFC 71でクリス・リーベンと対戦し、判定勝ち。ファイト・オブ・ザ・ナイトを受賞した。10月20日、UFC 77でアラン・ベルチャーと対戦し、カットによるTKO負け。
2008年4月19日、UFC 83でネイサン・クォーリーと対戦。ほぼ全てのラウンドでクォーリーから逃げる消極的な試合を行ったため、ジャッジの一人からは30-24というスコアを付けられた。また、大会2日後にUFCから契約解除の通告を受けた。

## 戦績
| 総合格闘技 戦績 | 総合格闘技 戦績 | 総合格闘技 戦績 | 総合格闘技 戦績 | 総合格闘技 戦績 | 総合格闘技 戦績 | 総合格闘技 戦績 |
| --------------- | --------------- | --------------- | --------------- | --------------- | --------------- | --------------- |
| 20 試合         | (T)KO           | 一本            | 判定            | その他          | 引き分け        | 無効試合        |
| 12 勝           | 2               | 9               | 1               | 0               | 1               | 0               |
| 7 敗            | 3               | 2               | 2               | 0               | 1               | 0               |

| 勝敗 | 対戦相手                     | 試合結果                             | 大会名                                                                  | 開催年月日     |
| ×    | ジョン・ソルター             | 2R 4:13 TKO（パンチ連打）            | Armageddon FC 6: Conviction                                             | 2011年6月18日  |
| ×    | パトリック・コーテ           | 5分3R終了 判定0-3                    | Ringside MMA 10: Cote vs. Starnes                                       | 2011年4月9日   |
| ○    | マット・マクグラス           | 2R 3:14 リアネイキドチョーク         | Wreck MMA: Strong and Proud                                             | 2011年1月28日  |
| ○    | ニック・ヒンチリッフ         | 1R 3:49 腕ひしぎ十字固め             | Armageddon FC 3: Evolution 【Armageddon FCミドル級タイトルマッチ】      | 2010年7月17日  |
| ×    | ファラニコ・ヴァイタレ       | 1R 2:22 袖車絞め                     | X-1: Champions 2 【X-1ミドル級タイトルマッチ】                          | 2010年3月20日  |
| ○    | マーカス・ヒックス           | 1R 1:22 チョークスリーパー           | Armageddon FC 2: Aftershock                                             | 2010年3月6日   |
| ×    | ヘクター・ロンバード         | 1R 1:55 ギブアップ（パウンド）       | Cage Fighting Championships 11 【CFCミドル級タイトルマッチ】            | 2009年11月20日 |
| ○    | クリス・シスネロス           | 2R 4:47 腕ひしぎ十字固め             | Destiny MMA: Pier Fighter 1 【Destiny MMAライトヘビー級タイトルマッチ】 | 2008年11月15日 |
| ×    | ネイサン・クォーリー         | 5分3R終了 判定0-3                    | UFC 83: Serra vs. St-Pierre 2                                           | 2008年4月19日  |
| ×    | アラン・ベルチャー           | 2R 1:39 TKO（ドクターストップ）      | UFC 77: Hostile Territory                                               | 2007年10月20日 |
| ○    | クリス・リーベン             | 5分3R終了 判定3-0                    | UFC 71: Liddell vs. Jackson                                             | 2007年5月26日  |
| ×    | 岡見勇信                     | 3R 1:40 TKO（パウンド）              | UFC 64: Unstoppable                                                     | 2006年10月14日 |
| ○    | ダニー・アバディ             | 1R 2:56 チョークスリーパー           | The Ultimate Fighter 3 Finale                                           | 2006年6月24日  |
| ○    | ジェイソン・マクドナルド     | 1R 4:37 TKO（パンチ連打）            | National Fighting Challenge 5                                           | 2005年11月25日 |
| ○    | マイク・ヤックリク           | 1R 2:21 ギブアップ（マウントパンチ） | WFF 9: Wild West                                                        | 2005年9月17日  |
| ○    | ジェイソン・ザジレンチャック | 1R 0:42 チョークスリーパー           | National Fighting Challenge 3                                           | 2005年5月13日  |
| ○    | ゲリー・エリオット           | 1R 0:35 肩固め                       | WFF 8: Dominance                                                        | 2005年3月26日  |
| ○    | ラメイン・アスタシーレ       | 1R 1:49 TKO（パンチ連打）            | National Fighting Challenge 2                                           | 2005年2月18日  |
| ○    | ウェイン・アトキンソン       | 1R 2:22 チョークスリーパー           | Adrenaline Fighting Championships 1                                     | 2003年7月24日  |
| △    | レオナルド・カーター         | 10分1R終了 ドロー                    | Ultimate Warrior Challenge                                              | 1998年8月2日   |

## 獲得タイトル
- Destiny MMAライトヘビー級王座（2008年）
- Armageddon FCミドル級王座（2010年）

## 表彰
- ブラジリアン柔術 黒帯